# 小行星6299
小行星6299（英語：6299 Reizoutoyoko）是一颗围绕太阳公转的小行星。1988年12月5日，M. Arai、H. Mori在寄居町发现了此天体。
这颗小行星的绝对星等为210.60406等。